# 白點刺鰍
白點刺鰍為輻鰭魚綱合鰓目刺鰍亞目刺鰍科刺鳅屬的其中一種，分布於亞洲緬甸、泰國的Sittang河、薩爾溫江等流域，體長可達49公分，棲息在底層水域，屬肉食性。